# Edgar Atheling
Edgar Atheling (1053-1126) fue un príncipe anglosajón, brevemente rey de Inglaterra en 1066, aunque no llegó a ser coronado. Bisnieto de Eduardo el Confesador, era el último miembro en línea masculina de la Casa de Cerdic. Su apodo "Atheling" (o escrito en su lengua original, Æþeling) significa "hombre de alta cuna, jefe, o líder", y fue la designación dada habitualmente a los hijos del rey.

## Orígenes
Nació en la corte de Hungría, en el año 1053, siendo el menor de los 3 hijos (pero único varón), de Eduardo el Exiliado (hijo de Edmundo II Ironside), y de Agatha (hija de Vladímir I de Kiev).
Tras la muerte de su padre (en febrero de 1057), se convirtió en el último y legítimo heredero directo del rey Eduardo el Confesor, por lo que fue educado en la corte junto a sus hermanas Margarita y Cristina. Pero siendo aún muy joven (tenía tan sólo 13 años), tras la muerte del rey (en enero de 1066), los nobles ingleses prefirieron como su nuevo monarca a Haroldo de Wessex, cuñado del difunto y también miembro de la casa de Cerdic (aunque en grado más lejano), por considerarlo idóneo para contener la invasión normanda.

## Ascenso al trono y caída
Edgar, no obstante, contaba con el apoyo del arzobispo Stigand de Canterbury y de los condes Edwin, conde de Mercia y Morcar de Northumbria, situación que luego de la batalla de Hastings tras la muerte de Haroldo, le valió ser inmediatamente proclamado rey de Inglaterra por la Witan, aunque inevitablemente tuvo que rendirse ante Guillermo el Conquistador en Berkhamstead a fines de noviembre o principios de diciembre de 1066.[cita requerida]
Guillermo vio en aquella oportunidad una gran ventaja política, y decidió mantener a Edgar bajo su custodia, llevándolo consigo a su corte en Normandía. Sin embargo, Edgar se unió a la rebelión de los condes Edwin y Morcar en 1068 y, al ser derrotado, huyó a la corte del rey Malcolm III de Escocia. Al año siguiente (1069), el rey Malcolm se casó con Margarita, hermana de Edgar, y acordó apoyarlo en su tentativa de recuperar la Corona inglesa. Edgar hizo entonces causa común con Svend Estridson, rey de Dinamarca y sobrino de Canuto el Grande, el cual se consideraba también legítimo rey de Inglaterra. 

### Tentativas de recuperación del trono y exilio
Las fuerzas combinadas de Edgar y Svend invadieron Inglaterra en 1069. Capturaron York, pero no proclamaron la independencia de Northumbria. Guillermo marchó hacia el norte, devastando la tierra a su paso. Pagó a los daneses para que abandonaran el territorio insular, mientras que Edgar huyó a Escocia donde permaneció refugiado hasta 1072, cuando Guillermo firmó un tratado de paz con el rey Malcolm, siendo uno de los términos de éste el respeto del exilio de Edgar. Este hizo más tarde las paces con Guillermo en 1074, pero nunca dio por perdidos sus sueños de recuperar el trono de Inglaterra. Así, apoyó a Roberto II, duque de Normandía, contra su hermano Guillermo II en 1091, y se encontró otra vez refugiado en Escocia. También apoyó a su sobrino, Edgar, quien ganó el trono escocés, derrocando al rey Donald III.

## Expedición a Constantinopla y retorno
Alrededor del año 1098, se trasladó a Constantinopla, en donde se piensa, pudo haberse unido a la guardia varega del Imperio bizantino.[cita requerida] Más tarde en ese año, el emperador Alejo I Comneno le dio una flota para asistir a la Primera Cruzada, y trajo refuerzos a los cruzados en el sitio de Antioquía. Fue tomado prisionero en la batalla de Tinchebray en el año 1106, en donde peleaba a favor del duque Roberto Curthose contra el rey Enrique I. Volvió a Inglaterra, en donde fue perdonado por el rey, retirándose a su condado de Hertfordshire. Su sobrina Edith (remombrada Matilde) se había casado con el rey Enrique I en el año 1100, con lo que la casa de Cerdic (por rama femenina), quedaba unida a la dinastía normanda. 
Según se cree, Edgar habría viajado a Escocia en sus últimos años (quizás alrededor del año 1120), todavía vivo para el año 1125, pero probablemente haya muerto pocos años más tarde, específicamente cerca al año 1130, aproximadamente a los 77 años de edad.[cita requerida] Para entonces él había sido olvidado por todos y se lo recuerda hasta nuestros días como el "rey perdido de Inglaterra".[cita requerida]